# Czerepyn (obwód kijowski)
Czerepyn (ukr. Черепин) – wieś na Ukrainie, w obwodzie kijowskim, w rejonie białocerkiewskim, w hromadzie Tetyjów. W 2001 liczyła 665 mieszkańców, spośród których 655 wskazało jako ojczysty język ukraiński, 7 rosyjski, 1 mołdawski, a 2 inny.